# Howie Lee
Howard Stewart „Howie“ Lee (* 13. Oktober 1929 in Toronto, Ontario; † 13. November 2014) war ein kanadischer Eishockeyspieler.

## Karriere
Howard Lee begann seine Karriere als Eishockeyspieler bei den Toronto Marlboros, für deren Juniorenmannschaft er von 1949 bis 1949 in der Junior Ontario Hockey Association aktiv war. Anschließend wurde er in die Seniorenmannschaft der Marlboros aufgenommen, mit der er 1950 auf Anhieb den Allan Cup, den kanadischen Amateurmeistertitel, gewann. Nach einem weiteren Jahr bei den Marlboros spielte er in der Saison 1951/52 als Leihspieler für die Saint John Beavers aus der Maritime Major Hockey League. Von 1952 bis zu seinem Karriereende 1958 im Alter von 28 Jahren lief er für die Kitchener-Waterloo Dutchmen auf, mit denen er 1953 und 1955 ebenfalls den Allan Cup gewann. Mit den Dutchmen repräsentierte er 1956 Kanada bei den Olympischen Winterspielen. Unmittelbar nach der Rückkehr von den Olympischen Winterspielen lief er zudem kurzzeitig gegen Ende der Saison 1955/56 für die Cleveland Barons aus der professionellen American Hockey League auf, eher zu den Kitchener-Waterloo Dutchmen zurückkehrte.

### International
Für Kanada nahm Lee an den Olympischen Winterspielen 1956 in Cortina d’Ampezzo teil, bei denen er mit seiner Mannschaft die Bronzemedaille gewann.

## Erfolge und Auszeichnungen
- 1950 Allan-Cup-Gewinn mit den Toronto Marlboros
- 1953 Allan-Cup-Gewinn mit den Kitchener-Waterloo Dutchmen
- 1955 Allan-Cup-Gewinn mit den Kitchener-Waterloo Dutchmen

### International
- 1956 Bronzemedaille bei den Olympischen Winterspielen